# 山田英俊
山田 英俊（やまだ ひでとし、1962年（昭和37年）8月 - 2019年（令和元年）11月23日）は、日本の科学者。元関西学院大学理工学部教授。
大阪市立大学大学院理学研究科修了。大阪市立大学理学部卒業。薬学博士（徳島文理大学取得）。

## 生涯
大阪府出身。1985年（昭和60年）に大阪市立大学理学部化学科を卒業し、1987年（昭和62年）に同大学理学研究科化学修了。同年に徳島文理大学薬学部助手に就任。
1994年（平成6年）にピッツバーグ大学博士研究員、1995年（平成7年）に徳島文理大学薬学部助手、1996年（平成8年）に徳島文理大学薬学部講師に就任。
1997年（平成9年）より関西学院大学理学部助教授、2002年（平成14年）に関西学院大学理工学部助教授、2004年（平成16年）に関西学院大学理工学部教授に就任。
2019年（令和元年）11月23日、死去。享年57。

## 受賞
- 1997年 - 日本化学会進歩賞
- 2002年 - 有機合成協会研究企画賞

## 所属学会
- 日本薬学会
- 日本化学会
- 有機合成化学協会
- American Chemical Society

## 著書
- 『甘いジテルペン配糖体の全合成』（化学増刊、1988年）

## 文献
- 『甘味配糖体オスラジンの構造が違っていた』（1993年、学術雑誌）
- 『Substrate Unspecified Glycosylation Reaction Promoted by Copper(Ⅱ) Trifluoromethanesulfonate in Benzotrifluoride』（2002年、学術雑誌）